# 大连人民体育场

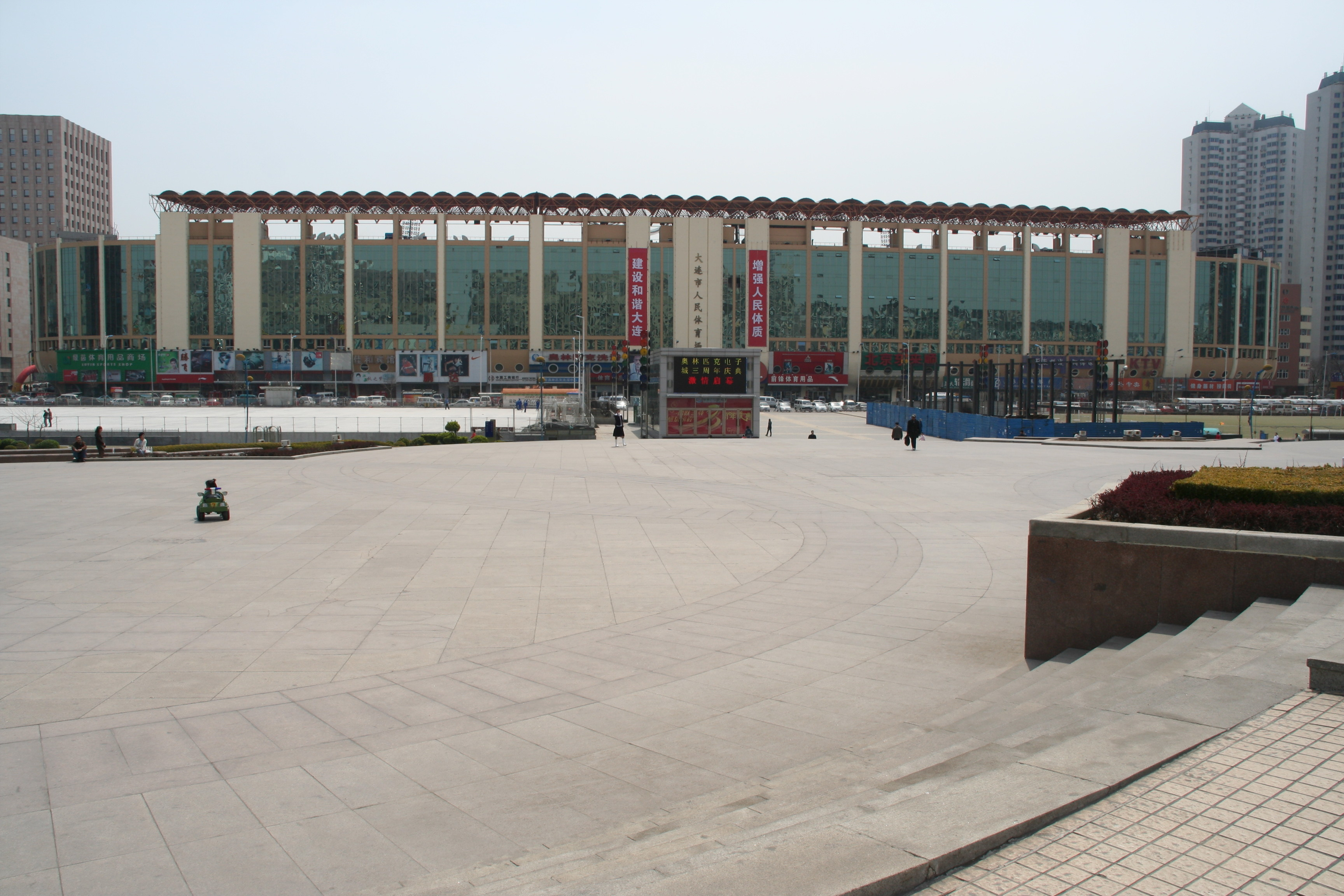
大连人民体育场外围一景

大连人民体育场是中国大连的一个大型综合性体育场，建于1925年日本统治时期，占地10万多平方米，有座席6万多个。

## 历史
体育场原址是一个称作谭家屯的村落。这里经常举行足球比赛，曾经是大连实德足球俱乐部的主场。大连市的其他体育活动和大型集会也大都在这里举行。它见证了大连足球连续5年主场不败、10年内7次捧得联赛冠军的辉煌和荣耀。从这里诞生了郝海东李明徐弘等一大批优秀的足球运动员。几年前因为合同和交通原因，大连实德足球俱乐部主场迁移至金州体育场。
大连市人民体育场也是大连服装节的主办场地，每一届的服装节都在这里举行。

## 拆除
2009年7月的大连服装节成为大连人民体育场承办的最后一次公众活动。10月26日大连市人民体育场进入主体拆迁阶段。从建成到拆迁经历84年。
目前，该位置已建成大连恒隆广场。